# 28 Camelopardalis
28 Camelopardalis, som är stjärnans Flamsteed-beteckning, är en ensam stjärna i den sydvästra delen av stjärnbilden Giraffen. Den har en skenbar magnitud på ca 6,79 och kräver åtminstone en handkikare för att kunna observeras. Baserat på parallaxmätning inom Hipparcosuppdraget på ca 4,6 mas, beräknas den befinna sig på ett avstånd på ca 710 ljusår (ca 217 parsek) från solen. Den rör sig bort från solen med en heliocentrisk radialhastighet på ca 20 km/s.

## Egenskaper
28 Camelopardalis är en blå till vit stjärna i huvudserien av spektralklass A7 V och förmodas vara en Ap-stjärna med ett överskott av krom i dess spektrum. Den har en radie som är ca 4,5 solradier och utsänder ca 74 gånger mera energi än solen från dess fotosfär vid en effektiv temperatur på ca 8 000 K.